# Ben Binnendijk
Ben Binnendijk (Utrecht, 15 november 1927 – Glimmen, 24 december 2020) was een Nederlands roeier. Hij vertegenwoordigde Nederland eenmaal op de Olympische Spelen, maar won bij die gelegenheid geen medaille. Na zijn sportloopbaan werd hij hoogleraar traumatologie.

## Loopbaan
Hij maakte op 24-jarige leeftijd zijn olympisch debuut op de Olympische Spelen van 1952 in Helsinki. Hij nam met roeipartner Carl Kuntze deel bij het roeien aan het onderdeel dubbel twee. De roeiwedstrijden zouden initieel plaatsvinden in speciaal hiervoor gebouwde kano- en roeistadion bij Taivallahti, maar door de Internationale Roei Federatie was deze accommodatie in verband met de windgevoeligheid hiervan afgekeurd. Hierdoor moest er uitgeweken worden naar een tijdelijk aangelegd roeibaan bij Meilahti, op circa 3 km afstand van het Olympisch Stadion. Het Nederlandse tweetal plaatste zich met een tijd van 8.00,4 in de series voor de halve finale. In de halve finale werden ze tweede in 7.45,6 waardoor ze alleen nog kans hadden om zich via de repache te plaatsen voor de finale. In de herkansing eindigde ze met een tijd van 7.44,7 als derde achter België en Argentinië en waren zodoende uitgeschakeld. In zijn actieve tijd was hij aangesloten bij Triton in Utrecht. Hij was werkzaam als chirurg.
Na zijn roeicarrière richtte hij zich op de geneeskunde. Zo was hij van 1973 tot en met 1979 als lector "heelkunde in het bijzonder de traumatologie" verbonden aan de Rijksuniversiteit Groningen. In 1979 werd hij aan diezelfde universiteit benoemd tot hoogleraar "heelkunde in het bijzonder de traumatologie". Hij vervulde deze functie tot aan zijn emeritaat in 1992. Ben Binnendijk overleed eind 2020 op 93-jarige leeftijd.

## Palmares

### roeien (twee zonder stuurman)
- 1952: herkansing OS - 7.44,7

Ben Binnendijk · 
Carl Kuntze
- International Standard Name Identifier: 0000 0003 8840 7173
- Nederlandse Thesaurus van Auteursnamen: 069948119
- Virtual International Authority File: 281545162
- WorldCat: E39PCjwJWQkHhFKJjx4XcMM3wC